# Bondhusbreen
El Bondhusbreen es un glaciar situado en el municipio de Kvinnherad, en el condado de Vestland (Noruega). El glaciar es una rama del gran glaciar Folgefonna, y se encuentra dentro del parque nacional de Folgefonna. El glaciar tiene una longitud de unos 4 kilómetros y una diferencia de altura de unos 1.100 metros entre sus puntos más altos y más bajos.

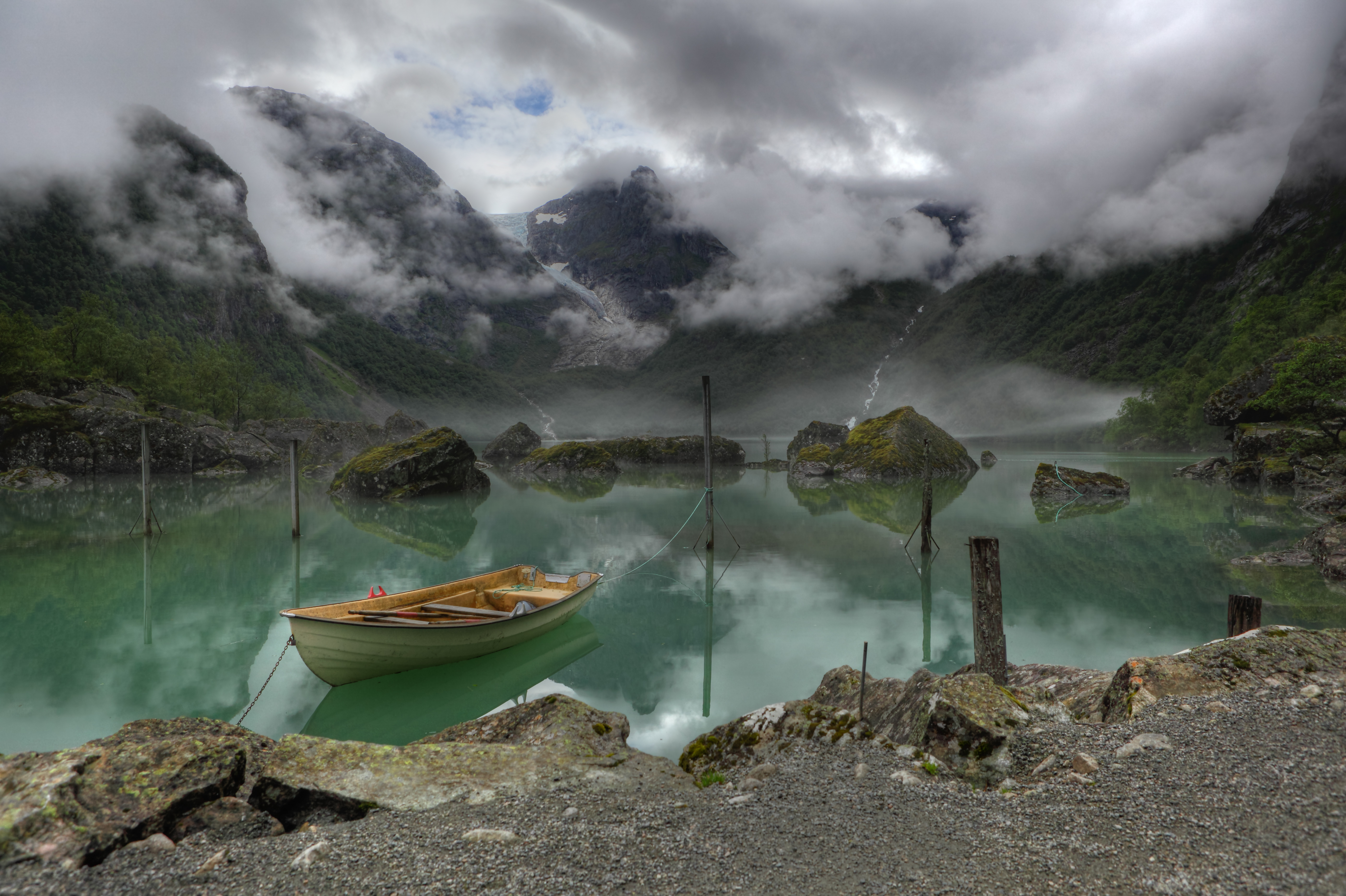
Lago Bondhus, glaciar Bondhusbreen en el fondo como parte del glaciar Folgefonna

El glaciar está situado al final de un pequeño valle (llamado Bondhusdalen), justo al sur del pueblo de Sundal, en la orilla del Maurangsfjorden. El agua que drena bajo el glaciar se capta a través de un túnel y se explota en la central hidroeléctrica de Mauranger .